# The Salings
The Salings est une paroisse civile de l'Essex, en Angleterre.